# Francisco Teixeira da Silva

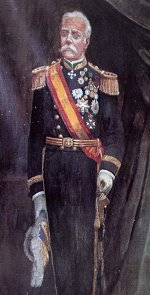
Francisco Teixeira da Silva

Francisco Teixeira da Silva (* 1826 in Lissabon; † 26. April 1894 in Beira, Mosambik) war Gouverneur in mehreren portugiesischen Kolonien.

## Leben
Von 1865 bis 1869 war Silva Gouverneur von Portugiesisch-Timor. Hier schlug er mehrere Aufstände nieder. Am Ende der Dienstzeit erkrankte Silva so schwer, dass er sein Amt nicht ausüben konnte.
1876 wurde Silva Gouverneur von Moçâmedes, einem Distrikt im südlichen Angola. Später übernahm er vom 26. Januar 1882 bis zum 24. Mai 1884 den Posten als Gouverneur von São Tomé und Príncipe. Am 30. Mai 1887 wurde Silva Gouverneur von Portugiesisch-Guinea. Dieses Amt gab er am 4. September 1888 ab, um am 5. Februar 1889 Gouverneur von Macau zu werden. Dies blieb er bis zum 16. Oktober 1890. Vom 4. Februar 1892 bis 9. März 1893 wurde Silva Generalgouverneur von Portugiesisch-Indien und schließlich von 1893 bis 1894 Generalgouverneur von Mosambik, wo er starb.